# Casa Rosenbaum

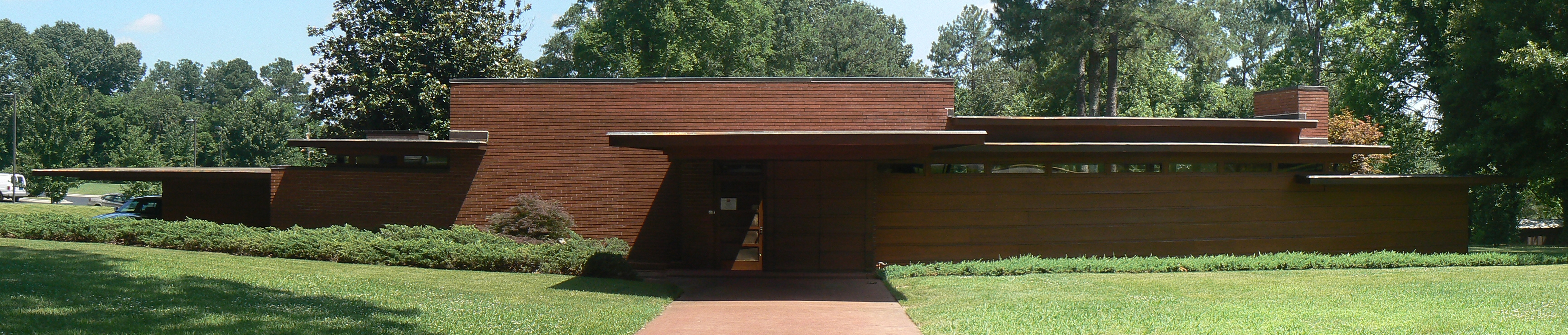
Vedere stradală a Rosenbaum House; se poate vedea structura plană pe diferite nivele a diferitelor părţi ale acoperişului.

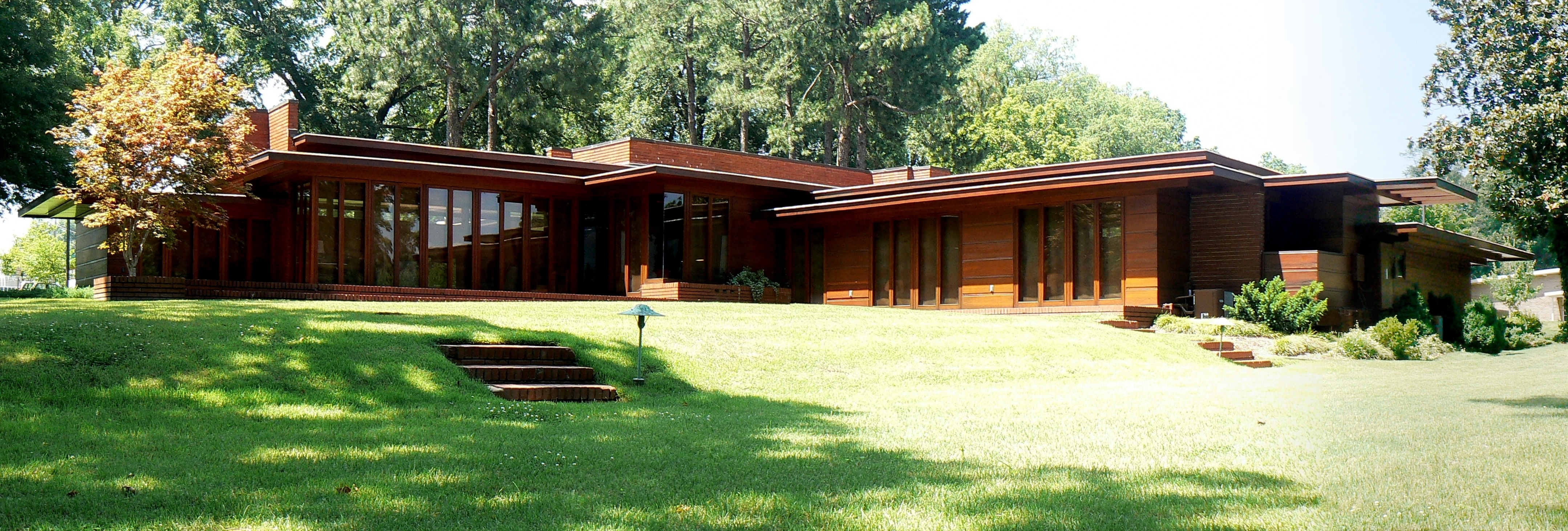
Vedere din curtea din spate a Casei Rosenbaum

Casa Rosembaum, conform originalului [the] Rosenbaum House este o casă unifamilială proiectată de arhitectul american Frank Lloyd Wright și construită pentru perechea Stanley și Mildred Rosenbaum în orașul Florence, Alabama, Statele Unite ale Americii.
Exemplu notabil de casă usoniană, reședința Rosenbaum este singura clădire Frank Lloyd Wright din statul Alabama, și una din cele numai 26 de case usoniene construite înaintea terminării celui de-al doilea război mondial .  Specialistul în opera lui Wright, criticul de arhitectură John Sergeant o numește "cel mai pur exemplu usonian", conform originalului, "the purest example of the Usonian."

## Legături externe

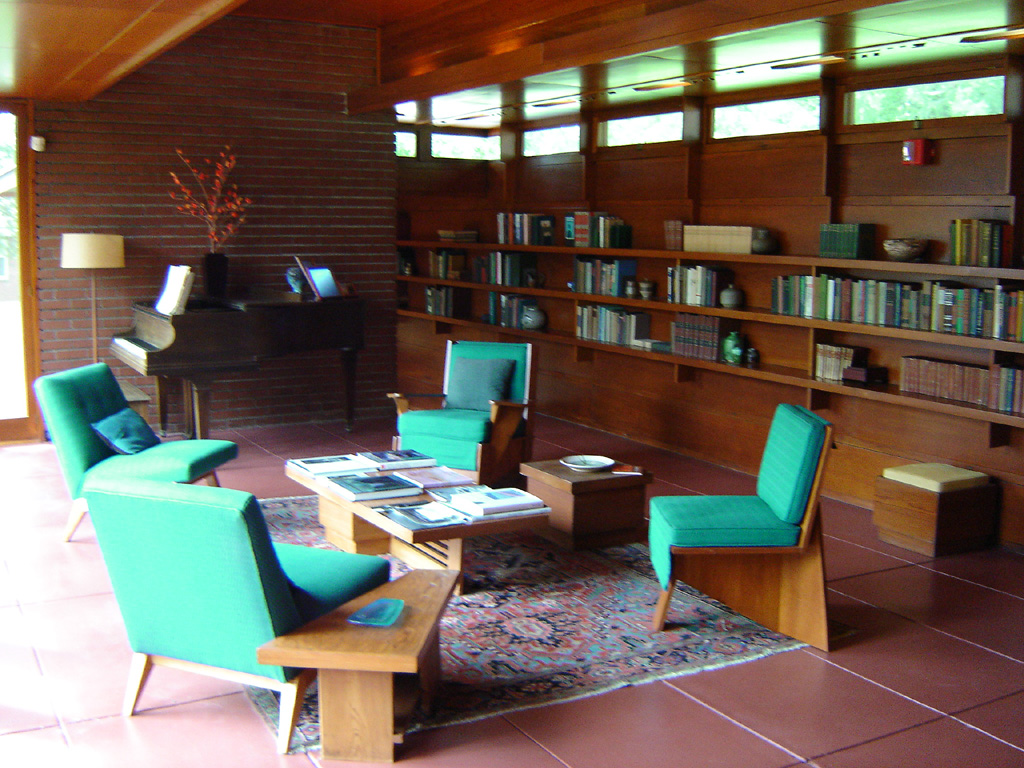
Sufrageria